# John Bartlet
John Bartlet (fl. 1606-1610), ou Bartlett, est un compositeur anglais de la Renaissance.

## Biographie
Il est musicien au service de Sir Edward Seymour, comte d'Hertford, qu'il accompagne lors d'une visite diplomatique à Bruxelles en 1605. 
L'unique publication de Bartlet, A Booke of Ayres with a Triplicitie of Musicke, paraît en 1606. La première partie de ce recueil contient des chansons (ayres) à 4 voix, accompagnées par un luth ou par un orpharion et une viole de gambe (le luth doublant en grande partie les voix). La deuxième partie du recueil propose des compositions pour deux sopranos (treble voice (en)). La troisième et dernière partie est consacrée aux ayres pour voix seule. Dans la préface, Bartlet se décrit lui-même comme un « Gentleman and Practitioner in this art », revendiquant pour cela un blason.
Très populaire en son temps, les œuvres de Bartlet apparaissent dans un grand nombre de recueils collectifs.

## Sources
- Charles Edward McGuire, Steven E. Plank, Historical Dictionary of English Music: ca. 1400-1958, Lanham (Maryland), Scarecrow Press, 2011, p. 35  (ISBN 978-0-8108-7951-5)